# David Coulibaly
David Coulibaly (Roubaix, 21 gennaio 1978) è un ex calciatore francese naturalizzato maliano, di ruolo centrocampista.

## Carriera

### Club
Ha sempre giocato nel campionato francese.

### Nazionale
Con la nazionale maliana ha preso parte alla Coppa d'Africa nel 2002 e nel 2004.